# Double Confession
Pour plus de détails, voir Fiche technique et Distribution.
Double Confession est un film britannique réalisé par Ken Annakin, sorti en 1950.

## Synopsis
Jim Medway découvre sa femme étranglée et cherche à faire incriminer un homme d'affaires peu scrupuleux, Charlie Durham. Paynter, l'homme de main de Durham, tente de faire le ménage.

## Fiche technique
- Titre original : Double Confession
- Réalisation : Ken Annakin
- Scénario : William Templeton (en), d'après le roman All on a Summer's Day de John Garden
- Direction artistique : Bernard Robinson
- Photographie : Geoffrey Unsworth
- Son : A.E. Rudolph
- Montage : Carmen Beliaeff
- Musique : Benjamin Frankel
- Production : Harry Reynolds
- Production associée : George Brass
- Société de production : Harry Reynolds Productions, Associated British Picture Corporation
- Société de distribution : Associated British-Pathé
- Pays d'origine :  Royaume-Uni
- Langue originale : anglais
- Format : Noir et blanc  — 35 mm — 1,37:1 — son mono
- Genre : film policier, film noir
- Durée : 80 minutes
- Dates de sortie : Royaume-Uni : avril 1950

## Distribution
- Derek Farr (en) : Jim Medway
- Joan Hopkins : Ann Corday
- Peter Lorre : Paynter
- William Hartnell : Charlie Durbam
- Naunton Wayne : Inspecteur Tenby
- Ronald Howard : Hilary Boscombe
- Leslie Dwyer : Leonard
- Kathleen Harrison : Kate